# Eva Castillo
Minerva Castillo conocida en el mundo artístico como Eva Castillo (29 de diciembre de 1969 - 22 de marzo de 2022) fue una cantante y actriz filipina. 

## Biografía
Nacida en Tondo, Metro Manila, perteneció a una familia de clase humilde, donde tuvo que soportar una pobreza extrema por los bajos recursos que carecía su familia. 
En uno de los concursos de canto a los que se presentó conoció a una de las más famosas cantantes de su país Regine Velásquez. Este concurso de canto en la década de los años 80' conocido como Ang bagong Kampeon, logró debutar es esta competencia. Regine Velásquez quien también competía en dicho programa, no estaba calificada, debido a ciertos aspectos que le interrumpieron. Después de eso, la carrera de Regine aumentó rápidamente, con su ascenso a la cima, convirtiéndose en una de las divas más importantes de Asia, mientras que el sueño de Eva había vacilado. Cuenta también en el plano personal de Eva, que había abandonado la escuela en el tercer año y que se casó a una edad temprana, aproximadamente a los diecisiete años. Eva dejó de cantar y realizó otras actividades laborales, aunque debido a la pobreza que estaba atravesando, dejó a sus cuatro de sus hijos bajo la custodia de sus abuelos con quienes actualmente viven. Como madre soltera, ella no estaba todavía concentrada en su carrera como cantante, pero logró encontrar una manera de como ganarse la vida por el bien de su familia. Más adelante, el destino finalmente premio a Eva, después de muchos años, donde también se reunió con Regine Velásquez. Grabó una canción para un programa de televisión conocida como Sine Novela, titulada: Kung Aagawin Ang Mo Lahat Sa Akin. Eva fue contratada para actuar como actriz en el club, Klownz, en Ciudad Quezón cada jueves por la noche. Esta serie fue basada sobre historia de la vida real de la cantante, titulado "La historia de Eva Castillo", donde Glaiza de Castro y Manilyn Reynes interpretaron a unos adolescentes y adultos, respectivamente a Eva y Regine Velásquez como ella.
Murió a causa de una enfermedad renal a los 52 años el 22 de marzo de 2022.

## Filmografía

### Televisión
| Mel and Joey | 2009 | GMA Network | Featured Guest/Performer |
| Mel and Joey is a television talk show and a lifestyle show in the Philippines airs every Sunday evenings by GMA Network. |      |             |                          |
| SOP | 2009 | GMA Network | Performer                |
| A Philippine noontime musical variety show of GMA Network that airs live every Sunday at noon-2 p. m. from the Studio 3 of the GMA Network Center. It features livewire concert performances by the hottest concert artists and young stars today in the Philippine showbiz industry. |      |             |                          |
| Roots to Riches | 2009 | GMA Network | Special Guest            |
| A special offering of GMA Network for Regine Velasquez's birthday tracing Regine's long and hard fought way to stardom, which automatically includes her long forgotten rival. |      |             |                          |

## Grabaciones
| Kung Aagawin Mo Ang Lahat Sa Akin |  | 2009 |
| Minerva Castillo sings the theme song of the GMA Sine Novela: Kung Aagawin Mo Ang Lahat Sa Akin. The original performer of this song is Jun Polistico. |  |      |